# Ángel Cousillas Barandiarán
Ángel Cousillas Barandiarán (1865-1946) fue un pintor, escultor y militar español, nacido en San Fernando (Cádiz) España el 29 de marzo de 1865, siendo bautizado el 9 de abril de 1865 en la Iglesia castrense de San Francisco de San Fernando y fallecido en la misma ciudad el 18 de abril de 1946 a los 81 años. Hijo del coronel de Infantería de Marina Tomás Cousillas y Marassi y de Concepción Barandiarán Albertz.

## Biografía

### Formación
Ingresa como aspirante en la Academia General Central de Infantería de Marina (España) de San Fernando el 28 de febrero de 1883. El 31 de diciembre de 1900 es nombrado ayudante del Almirante Alejandro Churruca en Madrid durante un periodo de dos años tiempo que emplea para hacer copias en el Museo del Prado como la de San Jerónimo de Ribera O/L de un formato prácticamente igual al original (107x90), fechado en 1901, hacer alguna exposición y frecuentar el taller de Joaquín Sorolla probablemente entonces en el paseo de la Alhambra. Existe y se conserva en los fondos del museo Sorolla una carta de felicitación de Cousillas a Joaquín Sorolla por la obtención del Grand Prix de París fechada en San Fernando el 8 de junio de 1900.

### Muerte de su mujer
El 3 de octubre de 1897 contrae matrimonio con María Montojo Zaccagnini, que habiendo dado a luz a una niña muerta el 12 de octubre de 1898, enferma gravemente y muere el 6 de noviembre de 1898, quedando viudo para el resto de sus días a la edad de 33 años.

### Las campañas de Cuba
Durante el año 1896 participa en las campañas de la isla de Cuba. Se le concede el 14 de noviembre de 1902 la Cruz de 1.ª clase del Mérito Naval con distintivo rojo, por los auxilios que prestó a las fuerzas del Ejército en San Miguel de Posadas, Santiago de Cuba. Orden del Mérito Naval

### Destino en el Protectorado de Marruecos
En 1919 es destinado al Segundo Batallón Expedicionario en Alcazarquivir en el protectorado español de Marruecos de donde recoge numerosos apuntes de paisajes y personajes.

## Estilo
- Escultura en piedra.
- Pintura al óleo sobre los más diversos soportes, lienzos de lino, de algodón, sobre tablas (abundantes), sobre conchas marinas, panderetas, sobre paletas de pintor, sobre paletas de carey, piezas de uralita y un largo etc.
- Pintura al óleo sobre pared preparada de una manera muy irregular, todos perdidos excepto la reproducción del cuadro de La rendición de Breda de Velázquez fechado en 1925 óleo sobre pared 310x250 sobre el que recientemente se ha realizado un arranque y traslado a tabla.
- Producción abundante de bocetos y pequeños dibujos a lápiz, carboncillo, sanguina, gouaghes, acuarelas, plumilla, aguadas de tinta.